# 普通嫌疑犯
《普通嫌疑犯》（英語：The Usual Suspects）是1995年的一部美国新黑色电影，由布莱恩·辛格执导，克里斯托普赫·麦奎里编剧，劇情围绕外号“Verbal”的骗子罗杰·金特（凯文·斯贝西饰演）接受警方讯问展开。金特向审讯他的美国海关探员大卫·库科（查兹·帕明特瑞饰演）讲述了一个情节错综复杂的故事，解释了停靠在加州圣佩德罗湾洛杉矶港上的一艘失火的船上为何会出现一场大屠杀。插敘（flashback）和旁白的使用，使得金特对其同伙在船上原因的解释变得更加复杂。
该片总预算达六百万美元。片名是《间谍》杂志上的同名专栏作品的标题，取自电影《北非谍影》中克劳德·雷恩斯的一句台词「Round up the usual suspects」。辛格和麦奎里为该片设计了海报，作为最初的视觉概念图。
《普通嫌疑犯》于1995年度的戛纳电影节上展映，接着在部分影院中试映。影片受到观众好评，最终开始大规模放映。麦奎里凭借该片获得了奥斯卡最佳原创剧本奖，凯文·斯贝西则因其在片中的出色表演摘得奥斯卡最佳男配角奖桂冠。

## 剧情
在加利福尼亚州圣佩德罗湾港口停泊的一艘货船上，受伤的基顿（Keaton，加布里埃尔·伯恩饰演）正在同一位未露面、被他称作“凯撒”（Keyser）的人交谈。谈话十分简短，接着凯撒疑似开枪射杀了基顿，并纵火点燃了货船。第二天，联邦调查局探员杰克·贝尔（Jack Baer，吉安卡罗·埃斯波西托饰演）与美国海关的调查员大卫·库科（Dave Kujan，查兹·帕明特瑞饰演）来到现场。大火后仅有两名幸存者：一位名叫罗杰·金特（Roger "Verbal" Kint，凯文·史貝西饰演）的跛子，以及住院治疗的匈牙利裔罪犯。贝尔对匈牙利人进行了询问，此人供称，一个名叫凯撒·索泽（Keyser Söze）的神秘土耳其主谋，在港口“杀死了很多人”。通过翻译的协助，警方画像专家得以根据匈牙利人的描述，摹写出索泽的样貌。与此同时，金特为了换取刑事豁免，开始详细叙述事情的经过。警察局警佐杰弗里·雷宾（Jeffrey Rabin，丹·哈达亚饰演）认为金特一定后台过硬，才可以得到优厚的辩诉交易条件，并受到高级官员（包括“刚刚来过的”市长）的偏袒。金特向地方检察官做完陈述后，被带到了雷宾的办公室，等待非法持有武器指控的保释决定。等在那里的库科要求金特重现事件原貌，故事便从六周前的纽约市开始讲起：
5名罪犯被带到一次警方罪犯指认中，這5人包括：曾遭受腐败指控的前警官迪恩·基顿，目前显然已经洗手不幹；脾气暴戾、性格狂躁的神枪手迈克尔·麦克马纳斯（Michael McManus，斯蒂芬·鲍德温饰演）；麦克马纳斯的搭档弗雷德·芬斯特（Fred Fenster，本尼西奥·德托罗饰演），他操一口蹩脚的英语；劫持交通工具的惯犯托德·霍克内（Todd Hockney，凯文·波拉克饰演），他和麦克马纳斯一见面就彼此厌恶；还有金特本人，自称诈骗艺术家，患有脑瘫。
在被关押时，麦克马纳斯劝说其他人加入抢劫行列，目标是纽约市警察局的腐败警官。这些受贿的警官利用警车作为工具，协助走私者到达城中目的地。在一次成功的抢劫后，五人共同前往加利福尼亚州，借由瑞德福特（Redfoot，彼得·格林纳饰演）销赃。瑞德福特劝说他们再幹一票——根据小道消息，去抢劫珠宝商人。然而在他们得手后，才发现所谓的珠宝商人随身携带的并不是珠宝和现金，而是海洛因。五人团伙因此和瑞德福特产生了激烈的争执，后者透露这实际是一位名叫小林（Kobayashi，皮特·波斯尔思韦特饰演）的律师委派给他的任务。五人之后同小林碰面，后者自称为索泽卖命，并威逼他们袭击停靠在圣佩德罗湾港口上的一艘船。小林表示，该船正在走私价值9,100万美元的可卡因，买家则是索泽的竞争对手。五人必须前去毁掉毒品，如果他们选择等到买家到来再行动，那么他们就可以自由分配劫来的交易款。
时间回到现在，金特开始向库科讲述从基顿和其他人口中听到的关于凯撒·索泽的故事。在金特栩栩如生的回憶中，他将索泽描述成一个“不太高明”但却备受尊崇的土耳其罪犯。索泽过去常常受到土耳其的匈牙利帮派烦扰。为了不让妻儿成为对方的人质，索泽亲手杀掉了他们，接着开始对所有涉及人员展开仇杀，“包括这些人的双亲，以及双亲的友人……”。之后，他神秘失踪（金特：“就像那样……他不见了”）。随着时间推移，索泽的事跡逐渐成为神话，而大多数人或是怀疑他的存在，或是对这个故事嗤之以鼻。库科之前从未听说过索泽，于是询问贝尔。贝尔表示自己也没有亲眼见过索泽，但多年以来常有耳闻，听说索泽通过层层下级将自己和外界隔离开，他的下级都不知道自己在为谁卖命。
金特又讲到芬斯特试图逃跑，结果小林派人杀掉了他。团伙的其他成员认为索泽只是小林用来掩饰自己行为的幌子，于是劫持了小林，并威胁小林说如果继续纠缠他们，就要杀掉他。小林不为所动，并在麦克马纳斯准备干掉他时，透露说基顿的女友艾蒂·芬内伦（Edie Finneran，苏茜·爱米斯饰演）正在自己的办公室里。小林还反过来威胁说，如果几人不能完成任务，艾蒂以及其他团伙成员所深爱的人都将被索泽（“真实存在，且态度坚决”）的手下致残或者杀死。
在可卡因交易之夜，身为卖家的阿根廷匪徒同作为买家的匈牙利帮派成员在港口碰头。基顿让金特留守后方，并告诉他如果计划出现差错，就要他把抢来的钱交给艾蒂，以便她可以向小林付钱脱身。基顿还让金特向艾蒂代为转达自己的歉意，因为他无法像其所希望的那样走上正轨（“告诉她……我曾试着改过自新”），金特勉强答应。于是金特躲藏在远处观察着船只，基顿、麦克马纳斯和霍克内开始袭击码头上的人。基顿和麦克马纳斯都发现船上并没有可卡因，而霍克内已被杀。这时，未被三人袭击的几个匈牙利人被杀，船上受到严密保护的阿根廷籍乘客也被不明身分的袭击者所杀。麦克马纳斯被从后袭击，颈部中刀致死。正准备逃离现场的基顿被一个拿着金色打火机的男人枪击倒下。那男子似乎和基顿简短交谈了几句，之后将其杀死（这里同影片开头接上）。
回到现时，金特的故事结束，库科告诉他，在贝尔帮助下，自己对事件得出了另一套理论：四人被派去抢劫船只并不是为了船上的可卡因，而是为了确保船上那个能够指认索泽的阿根廷籍乘客被杀。索泽杀死了这名男子，清除掉船上的其他人，并放火烧掉了船。库科透露说艾蒂已经被杀，而且他认为基顿“曾是”凯撒·索泽。库科手头正在进行的调查对基顿不利，而库科确信基顿制造了其死亡的假象（基顿多年以前为逃避另一场调查也曾这样做过），而他故意让金特成为目击者。
在库科咄咄逼人的询问下，金特泣不成声，承认所有的事情都是基顿一人的主意，但并不愿意指证基顿就是索泽。在保释获得批准后，金特从保管处拿回自己的个人物品。而此时库科则在雷宾的办公室里休息。突然他注意到金特所讲述的故事中的细节和人名都是来自房间中的物品，如雷宾贴满各种资料的布告板，以及标有“小林”标志的咖啡杯。库科这才意识到金特的整个故事都是编造的。他跑出去追赶金特，中途路过一台正在运转的传真机，从其中传出的凯撒·索泽的肖像画上，描绘的正是金特的脸。
与此同时，金特走出警局后卸去脑瘫的伪装。他走进一辆等候在门口的汽车，司机正是故事中的“小林先生”。当库科跑出警局，徒劳地搜寻金特时，车子缓缓开走。电影以金特稍早前的话做结：“就像那样……他消失了。”

## 演出阵容
- 加布里埃尔·伯恩 饰演 迪恩·基顿：凯文·史貝西在一次聚会上遇到拜恩并邀请他出演该片。拜恩读了剧本后并不认为制作人能使该片成功，于是拒绝了他们。拜恩后来面见了克里斯托普赫·麦奎里和辛格，并被后者对该片的想象吸引。但是，当时的拜恩正忙于应付一些个人事务，甚至短暂退出了24小时，直到制作人同意在他居住的洛杉矶拍摄该片，并在5周内完成拍摄才重新归队。[1]
- 凯文·斯贝西 饰演 罗杰·金特: 辛格和麦奎里将剧本寄给史貝西，但并未告诉他应扮演的角色。史貝西打电话给辛格说自己对基顿和庫揚这两个角色比较感兴趣，但是也对金特这个角色着迷，而该角色正是麦奎里为史貝西量身打造的。[1]
- 查兹·帕明特瑞 饰演 美国海关特别调查员大卫·庫揚：辛格很想和这名演员合作，但帕明泰瑞却常常脱不开身。克里斯托弗·沃肯和罗伯特·德尼罗都受邀出演该角色，但两人都拒绝了。制作人甚至找来了阿尔·帕西诺，但是考虑到自己在《盗火线》（1995）一片中同样饰演警察，帕西诺也拒绝了。而正在此时，帕明泰瑞的档期出现了一周的空闲。在其参演后，影片的赞助者开始全力支持该片，因为查兹·帕明泰瑞在出演《布朗克斯的故事》以及《子彈橫飛百老匯》后，已经成为一位大牌的明星。[1]
- 斯蒂芬·鲍德温 饰演 迈克尔·麦克马纳斯：因为常常无法达到自己的期望，鲍德温开始厌倦起拍摄独立电影。此时鲍德温遇到了导演辛格，并对他发表了15分钟的长篇大论，描述两人合作的景象。在他说完之后，辛格告诉他自己所期望和需要的东西，这些理念打动了演员。[1]
- 凯文·波拉克 饰演 托德·霍克内：他曾和导演见面，讨论出演这部电影。但当他得知有另外两个演员有意参演时，他马上回来试镜并得到了这个角色。[1]
- 班尼西歐·狄奧·托羅 饰演 弗雷德·芬斯特：史貝西推荐德托罗饰演该角色。而这个角色最初是为哈利·戴恩·斯坦通（Harry Dean Stanton）类型的演员定制的。德托罗和辛格以及该片的选角导演见面，并告诉他们自己不想试镜，因为在试镜时他感觉不舒服。[1]
- 彼得·普斯特李威 饰演 小林先生，索泽的左右手。
- 苏茜·爱米斯 饰演 艾蒂·芬内伦，一个颇具影响力的刑事律师，基顿的女友。
- 吉安卡洛·伊坡托 饰演 联邦调查局探员杰克·贝尔，调查船只爆炸案件。
- 丹·哈达亚 饰演 警佐杰弗瑞·雷宾,协助库科审问金特。
- 彼得·格林纳（未署名） 饰演 销赃者瑞德福特，他不仅让五人陷入圈套，而且让他们和小林有了接触。

## 制作

### 草创
为庆祝其处女作《媒体风云》（Public Access）于1993年度圣丹斯电影节期间成功放映，辛格举办了一场宴会。在宴会上他见到了凯文·史貝西。史貝西的不少熟人看过该片并向他推荐，而史貝西本人也对这部电影印象深刻。于是他告诉辛格和麦奎里，无论他们的下一部影片内容如何，自己都愿意参演。此时辛格读了《间谍》杂志上一篇名为《普通嫌疑犯》的专栏作品，其标题取自电影《北非谍影》中克劳德·雷恩斯所说的一句台词。辛格认为这很适合用作电影名。在圣丹斯当有记者询问他们下一部电影的内容时，麦奎里回答道，“我想应该是关于一伙在警方指认过程中碰面的罪犯”，而这就成为了他和辛格对该片海报的最初构想，“五个在警方指认中遇到的家伙”，辛格回忆道。导演同时还想出了海报上的宣传词：“你们都可以下地狱了。”（All of you can go to Hell.）接着他开始想：“怎样才可能将这五个罪犯凑在同一个指认现场里？”麦奎里使用了自己未发表的一部剧本里的创意——一个杀死全家并逃离公众视野的人的故事。编剧将它与一伙骗子的创意结合在一起。
索泽的角色是根据新泽西的真实人物约翰·李斯特（John List）改编而成的。李斯特是一位會計師，他于1971年杀死全家，接着失踪长达近20年，在被逮捕之前一直用假身份生活。麦奎里曾在洛杉矶的一家法律事务所工作，于是他把事务所老板凯撒·修姆（Keyser Sume）的名字拿来作为角色名，考虑到老上司可能会反对，于是他更换了角色的姓氏。麦奎里在室友的英语-土耳其语字典中发现了“söze”这个词，该词在土耳其语中意为“说的太多”。所有角色的名字都是取自编剧那家法律事务所中的雇员。麦奎里还曾为一家侦探事务所工作过，这一经历影响到了他在剧本中对罪犯和执法部门官员的描述。
辛格形容该片是《双重保险》和《罗生门》的结合，并且说该片会“让你回顾全片，看到许多在第一遍时并未注意到的东西。你可以在第二遍看时对影片有不同于第一遍的理解”。他还称该片结构与《大国民》（该片也有讯问者以及讲述故事的桥段）和犯罪题材电影《大盗铁金刚》相似。

### 前期准备
麦奎里在5个月里为剧本写了9份初稿，其中有的花费长达14个小时，直到辛格觉得可以开始寻求投资才停笔。可是除了一家欧洲投资公司以外，并没人感兴趣。由于该片的非线性剧情、大量的对白，以及演员班底短缺，使得麦奎里和辛格很难找到投资完成拍摄。投资者希望有大牌明星出演，因此光是瑞德福特这个小角色他们就曾希望有像克里斯托弗·沃肯、湯米·李·瓊斯、杰夫·布里吉斯（Jeff Bridges）、查理·希恩（Charlie Sheen）、詹姆斯·斯派德（James Spader）、阿尔·帕西诺和約翰尼·卡什这样的大牌出演。来自欧洲的资金虽然让制作人可以开始组建演员阵容，但资金的拮据使得他们的开价往往低于演员平时的报酬。但是由于麦奎因高质量的剧本以及能和彼此合作的机会吸引了演员，他们都接受了这样的报酬。但是这笔资金最后也意外落空，辛格不得不用剧本和演出阵容吸引宝丽金接手该片。
在角色分配上，辛格采用了拍摄电视剧首集的办法：“你并不依据演员本身是怎样的人来决定角色的分配，而是依据你希望他们成为什么样的人来分配。”为了深入角色，史貝西和专攻脑瘫的医生及专家会面，并与辛格讨论如何在电影中恰当的表现出来。他们最终决定在电影中，脑瘫只影响到金特的半侧身体。根据加布里埃尔·伯恩所言，排演中几位演员间很快就形成了默契的配合。本尼西奥·德托罗在朋友亚伦·夏特瑞尔（Alan Shaterian）的协助下为芬斯特创造出一种独特且几乎难以听懂的说话方式。德托罗解释说，自己角色之所以采用那种异乎寻常的说话方式，是因为他理解到“我的角色存在的目的就是死亡”。德托罗告诉辛格：“既然我说什么并不重要，那么就不妨出格一些，让我说的话根本听不懂。”

### 拍摄过程
该片预算为550万美元，拍摄周期为35天。分别在洛杉矶、圣佩德罗和纽约取景。斯贝西说他们与帕明特瑞用5到6天的时间完成了审讯部分的拍摄。这些镜头同时也是该片最初拍摄的部分。警方指认部分的拍摄由于演员不断说错台词而严重超时。编剧麦奎里会在拍摄结束时询问演员有什么问题并协助简化台词。每当斯蒂芬·鲍德温回答，其他演员都会无法专注于演出角色。伯恩还记得当时他们经常在拍摄间隙说笑，“当他们喊‘开拍’时，我们几乎无法继续演戏”。斯贝西也说有鲍德温和波拉克在场，最难的就是在拍摄间隙保持不笑。这些人的目标就是要让平时一脸严肃的伯恩笑起来。整个上午，他们都让拍摄无法顺利进行。午餐时，大感沮丧的辛格狠狠训斥了五人，而当电影继续开拍时，演员们仍然在每个间隙继续说笑。伯恩回忆道，“最终布莱恩（辛格）在影片中使用了我们在某个拍摄间隙说笑的镜头”。辛格和剪辑师约翰·奥特曼将拍摄间隙的镜头剪辑在一起，并保留了里面的幽默内容，以此反映角色之间的紧密关系。
德托罗告诉了辛格他要如何饰演自己的角色，但他却并没有告诉其他演员。于是在第一场群戏中，其他人都不明白德托罗说了些什么。伯恩质问辛格，而辛格告诉他，对于这场被关押的戏，“如果你们都不懂他说了什么，那么或许观众也应该意识到，他们并不需要听懂德托罗说了些什么。”因此也就有了凯文·波拉克这句临时加入的台词：“你刚才说的什么？”
被盗的祖母绿是真宝石，是剧组为拍摄专门借来的。
辛格在一天内拍摄了18个小时，完成了地下停车场抢劫的戏份。但根据伯恩所言，第二天辛格认为还没有拍到足够多的膠捲，因此顶着担保公司要终止拍摄的威胁继续摄制工作。
在抢劫毒贩子（所谓的宝石商）后，一行人去见瑞德福特，而瑞德福特将香烟戳了一下麦克马纳斯的脸。最初的场景设计是瑞德福特将香烟戳到鲍德温的胸膛上，可是演员却失手戳到了鲍德温的脸。因而片中鲍德温的反应是真实的。
尽管实地取景，而且拍摄日程十分紧张，该片的摄影师牛顿·托马斯·西格尔“开创了一种拍摄对话镜头的新方法，通过缓慢的镜头推近以及前后移动的结合，最终给出特写”，以此给场景带来了不易察觉的力量。这种拍摄风格结合了前后移动和细微的镜头推近，“使你在局限的空间里总有一种运动的感觉”。

### 后期制作
在剪辑过程中，辛格发现他们将会提前两周完成电影制作。但一天早晨醒来时，他意识到应该用这段时间创造出一种全新的剪辑方式，能够在引导观众先以为索泽就是迪恩·基顿，之后又确信金特才是索泽。这样影片才能“像克里斯（麦奎里）写的那么精彩而令人窒息”。奥特曼说，他通过蒙太奇将各部分结合在一起，但效果并不理想。直到他将几个角色间的关键对话作为画外音叠加在图像上，才达到了震撼的效果。最初，格莱梅公司的执行制片都无法正确读出凯撒·索泽的名字，因此很担心观众也有同样的问题。电影公司最终决定努力推介这个角色名。在该片放映前两周，“谁是凯撒·索泽？”的海报出现在公車站和电视上，教人们如何读出这个角色名。
辛格在船上的镜头使用了类似柴可夫斯基第一钢琴协奏曲的音乐。而片尾曲则采用了凱蒂蓮的歌。

## 发行
《普通嫌疑犯》于1995年夏季开画，格莱梅电影公司负责进行推广宣传和广告营销。电影公司决定使用口口相传来进行宣传，于是公車上和广告牌上都只印有这样一个问句：“谁是凯撒·索泽？”
影片在1995年戛纳电影节期间在非竞赛单元展映，受到观众和影评人的好评。该片接着在洛杉矶和纽约市独家放映，前者收入为83,513美元，后者在首周末三场的收入为132,294美元。接着，影片在42家院线放映，在首周末获得645,363美元的票房。517家影院放映该片的平均收入高达每场4,181美元，而在接下来的一周中又增加了300个放映日。影片在北美地区的票房成绩最终为2330万美元。

## 反响

### 评论
《普通嫌疑犯》获得大多数影评人的好评，在烂番茄网站上的好评率为89%，在Metacritic上的评分为77分。尽管受到大多数观众和影评家的喜爱，但《普通嫌疑犯》还是受到了一些尖锐的批评。罗杰·埃伯特在《芝加哥太陽報》发表的一篇影评中，只给了该片一星半的评分（满分四星）。他还将该片归入自己“最讨厌的影片”之列。《今日美国》给了该片两星半的评分（满分四星），认为它是“印象中最复杂的谜题之一——然而很吊诡的是，该片中五分之四的内容都太容易猜出来”。然而，《滚石杂志》高度赞扬了斯贝西的表演，认为他的“极其出彩的表演很可能会获奥斯卡”。哈尔·辛森（Hal Hinson）在《华盛顿邮报》的影评中写道，“从根本上讲，《普通嫌疑犯》可能聪明反被聪明误。最后一刻的反转是个绝妙的点子，但一些关键性的问题却并没有得到解答。尽管如此，有趣的是这并没有对我们的观影乐趣产生过多干扰。在影片结束后，你仍在试图将各个点串联起来，使它合情合理——而在现在，我们有多少次看电影后能有这样的感受？”珍尼特·玛斯林在《纽约时报》上撰写影评，赞扬了演员的表演：“辛格先生组建了一支出色的演员班底，尽管在行事上有巨大差距，但他们的表演水乳交融……虽然没有如《落水狗》（Reservoir Dogs）般的暴力和虚张声势，但这些演员仍让创造出性格凸出且亦正亦邪的角色。”《独立报》十分赞赏影片的结局：“影片最后的致命一击如此精致且令人猝不及防。整个电影在你的脑海中清晰地回放——最终变成了一部与先前看到的完全不同的（事实上并不是更好的）电影。

### 提名及获奖情况
克里斯托普赫·麦奎里和凯文·斯贝西凭借该片分别获得奥斯卡最佳原创剧本奖和奥斯卡最佳男配角奖的提名。两人最终都获得了奖项，在斯贝西的获奖感言中，他说道：“好吧，无论凯撒·索泽是谁，我可以告诉你们的是，他今晚一定会喝得烂醉如泥。”麦奎里还获得了1996年度的英国电影学院奖最佳原创剧本奖。该片获得了三项獨立精神獎提名——本尼西奥·德托罗获最佳男配角提名，克里斯托普赫·麦奎里获最佳剧本提名，牛顿·托马斯·西格尔获最佳摄影奖提名。而本尼西奥·德托罗和麦奎里双双获奖。
《普通嫌疑犯》曾在1995年度的西雅图国际电影节上放映，辛格获得该电影节的最佳导演奖，史貝西获得最佳男演员奖。因在该片中的出色表现，史貝西获得波士頓影評人協會授予的最佳男配角奖。斯贝西接着又获得了紐約影評人協會和國家評論協會授予的最佳男配角奖，后者还授予该片的演出人员杰出演出奖。

### 影响
2008年6月17日，美国电影学会通过对超过1500位创意产业人士的调查，公布了“十类十佳”榜（Ten Top Ten）——美国十大类型电影中的十佳电影。《普通嫌疑犯》被在最佳悬疑类电影中位列第十。2003年6月，金特在“美国电影协会一百年...100位英雄与恶棍”（AFI's 100 Years... 100 Heroes and Villains）的评选中名列恶棍榜第48名。《娱乐周刊》则将该片列为“13部必看抢劫电影”之一。凯撒·索泽在《帝国》杂志“百位最伟大的电影角色”（The 100 Greatest Movie Characters）评选中名列第69位。

## 深入阅读
- 克里斯托普赫·麦奎里（Christopher McQuarrie）. . 费伯出版社（Faber & Faber）. 2001年3月. ISBN 0571203256 （英语）.
- 厄内斯特·拉森（Ernest Larsen）. . 英国电影协会（British Film Institute）. 2002年6月. ISBN 0851708692 （英语）.